# Bas & Ram
Bas & Ram (Bas Abels en Ram Boon) zijn een Nederlands dj/producers-duo, dat onder meer optrad op Trance Energy, Defqon.1, Mysteryland, Qlimax en Q-base.

## Discografie

### Compilatiealbums
- ID&T Hardtrance (2002)

### Singles
- Bas & Ram - Conspiracy (ep, 2000)
- Bas & Ram - Protocol (2002)
- Bas & Ram - Chimps & Pimps (2005)
- Ralph Novell vs. Bas & Ram - Dancetour Anthem 2005 (2005)
- Bas & Ram - Speed of Light (2005)
- Bas & Ram - Alien Threat (2006)
- Ralph Novell vs. Bas & Ram - Gigadance Anthem 2006 (2006)
- SMF vs. Bas & Ram - MDMA (2006)
- Ralph Novell vs. Bas & Ram - Powerstroke (2006)
- Bas & Ram - The Bells (2006)